# Mauritz Sterner
Olof Mauritz Sterner, född 16 oktober 1869 i Östra Herrestads socken, död 9 oktober 1931 i Gävle, var en svensk skolman och nykterhetsman.
Mauritz Sterner var son till byggmästaren Mårten Olsson. Efter att av fadern ha lärts upp till murare, reste Sterner 1887 till USA, där han arbetade som murare i Rockford i Illinois till 1889, samtidigt som han skrev artiklar till Svenska Amerikanaren. Han återvände till Sverige och avlade mogenhetsexamen som privatist i Helsingborg 1893, studerade vid Lunds universitet där han blev filosofie kandidat 1898, varefter han blev läroverkslärare. Från 1907 till sin död var han adjunkt i matematik, fysik och kemi vid läroverket i Gävle. Sterner, som vid femton års ålder anslöt sig till en godtemplarloge i hemtrakten, var sedan dess aktivt verksam inom IOGT. Under studieåren i Lund verkade han flitigt som nykterhetsagitator och deltagare i folkbildningsarbetet. 1911–1926 var han distriktsstudieledare i Godtemplarordens Gästriklandsdistrikt, 1914–1931 ledamot av värdsstorlogens styrelse som intendent för uppfostrings- och studiearbetet och 1918–1931 medlem av den svenska storlogens studiekommitté. Han stod i ständig kontakt med nykterhetsrörelsen inom olika länder och deltog i flera internationella kongresser. Även utanför IOGT:s ram gjorde han betydelsefulla insatser i folkbildningsarbetet, bland annat som föreståndare för Gävle arbetareinstitut 1919–1931 och utgivare av Studiecirkeln (organ för studieverksamheten inom Gästriklands distrikt av IOGT) 1915–1925 och 1928 samt Föreläsningsbiblioteket 1904–1931. Som föreläsare var han medryckande och drog alltid stor publik. Han ägde djupa humanistiska intressen och var förtrogen med såväl svensk som utländsk skönlitteratur. Sterner blev känd som författare till sånger med ideell och nykteristisk tendens, av vilka många ingår i Nykterhetsfolkets sångbok. I sin ungdom utgav han två diksamlingar, Dikter (1900) och Mot strömmen (1902).